# إميليو فيدال (مصارع)
إميليو فيدال (بالإسبانية: Emilio Vidal)‏ هو مصارع هاوي إسباني، (و. 1897  م).

## وصلات خارجية
- إميليو فيدال على موقع اللجنة الأولمبية الدولية (الإنجليزية)
- إميليو فيدال على موقع أوليمبيديا (الإنجليزية)